# Amlash
Amlash é um sítio arqueológico localizado no atual Irão, onde tem sido escavadas importantes ruínas do Século IX e do século VIII.